# 宗楚客
宗 楚客（そう そかく、生年不詳 - 710年）は、唐代の官僚・政治家。字は叔敖。本貫は蒲州河東県。

## 経歴
宗岌の子として生まれた。武則天の伯父の武士逸の娘の子にあたる。成長すると、身長は6尺8寸で、明晰でひげが美しかった。進士に及第して、戸部侍郎に累進した。不正に財産を蓄えた罪で兄の宗秦客や弟の宗晋卿とともに嶺南に配流された。兄の宗秦客が死去すると、ほどなく楚客らは帰還を許された。万歳通天2年（697年）6月、楚客は尚方少監から夏官侍郎・同鳳閣鸞台平章事（宰相）に進んだ。聖暦元年（698年）1月、宰相から退任し、文昌左丞（尚書左丞）となった。武懿宗と合わず、播州司馬に左遷された。ほどなく豫州長史となり、少府少監に転じ、岐州刺史と陝州刺史を歴任した。長安4年（704年）3月、楚客はまた同鳳閣鸞台平章事となった。7月、邵王李重潤の妓を招いた罪で、原州都督に左遷された。神龍元年（705年）、太僕寺卿となり、郢国公に封じられた。武三思が政権を握ると、楚客は引き立てられて兵部尚書となった。神龍3年（707年）、節愍太子李重俊が武三思父子を殺害し、兵敗れて鄠県に逃れると、楚客は使者を派遣して李重俊を追って斬り、その首級を武三思と武崇訓の柩にそなえて祭った。まもなく同中書門下三品となり、韋皇后と安楽公主に信頼された。楚客は侍中の紀処訥らとともに朋党を結び、当時の人は「宗紀」と呼んだ。
景龍元年（707年）、楚客は左衛将軍となった。景龍2年（708年）、突騎施の娑葛と阿史那忠節の仲が悪く、互いに侵攻し合って、西域は不安定になった。安西都護の郭元振が阿史那忠節を内地に移そうと上奏したが、楚客は宗晋卿や紀処訥らとともに阿史那忠節の賄賂を受けて、兵を発して娑葛を討つよう上奏し、郭元振の上奏は聞き入れられなかった。娑葛はこれを知って激怒し、挙兵して唐の安西四鎮に侵入した。このため監察御史の崔琬が楚客らを弾劾した。楚客は反訴して崔琬を誣告した。中宗は実情を調べることができず、楚客と崔琬を義兄弟として和解させた。景龍3年（709年）、中書令となった。唐隆元年（710年）6月、韋皇后が李隆基の起兵により敗れると、楚客は宗晋卿・紀処訥・韋温らとともに殺害された。

## 伝記資料
- 『旧唐書』巻92 列伝第42
- 『新唐書』巻109 列伝第34